# Park City (Utah)
Park City város az USA Utah államának Summit és Wasatch megyéjében. Lakosainak száma 8396 fő (2020. április 1.).

## Népesség
A település népességének változása:
| Lakosok száma | 7558 | 7873 | 8396 |
|               | 2010 | 2011 | 2020 |